# Pavare apeirogonală de ordinul 5
În geometrie pavarea apeirogonală de ordinul 5 este o pavare regulată a planului hiperbolic. Este reprezentată de simbolul Schläfli {∞,5}, având cinci apeirogoane în jurul fiecărui vârf. Fiecare apeirogon este înscris într-un oriciclu.

### Simetrie

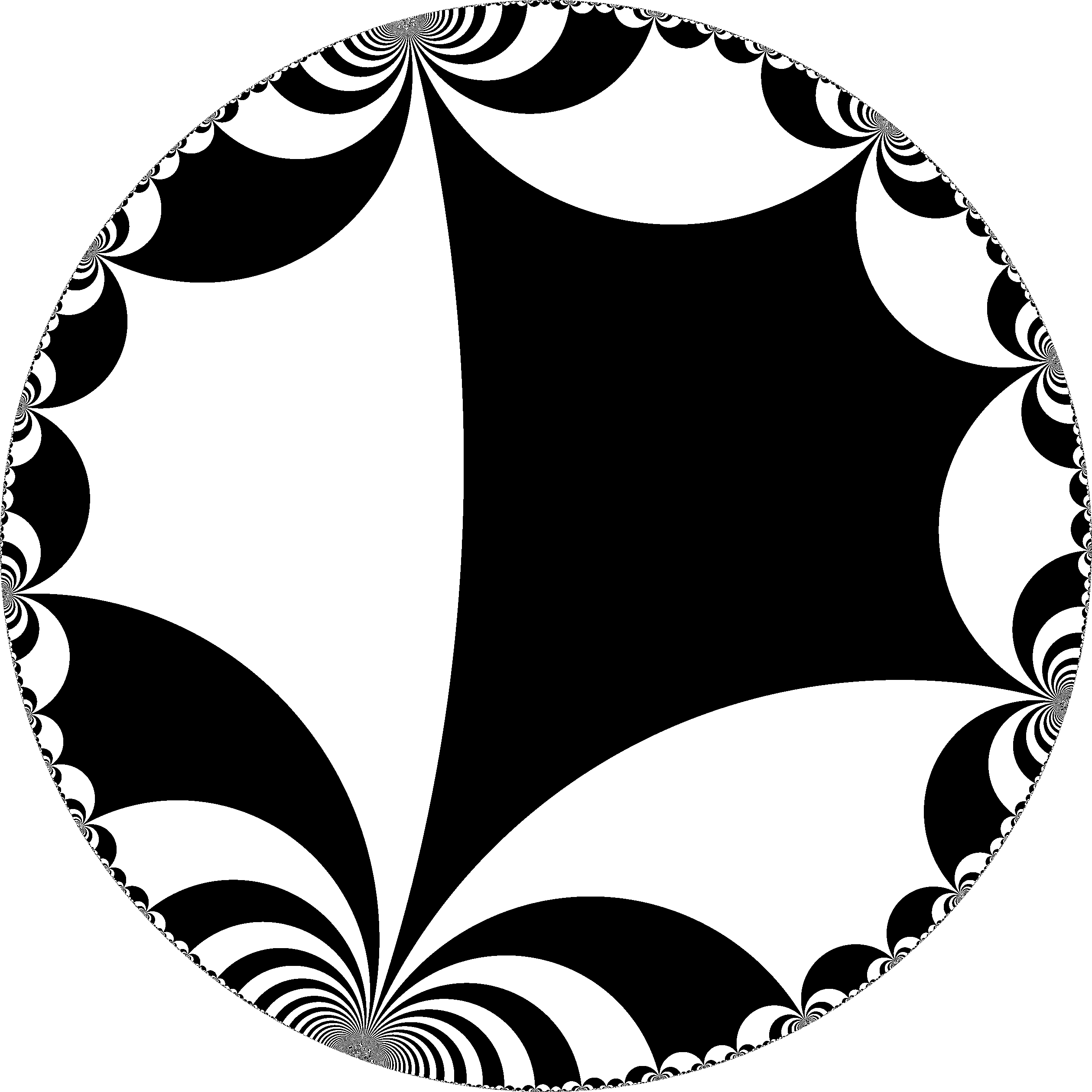

Pavarea din imaginea din stânga reprezintă liniile de oglindire ale simetriei *5∞. Duala acestei pavări reprezintă domeniile fundamentale ale simetriei [∞,5*] cu notația orbifold *∞∞∞∞∞, un domeniu pentagonal cu cinci vârfuri ideale.
Pavarea apeirogonală de ordinul 5 poate fi colorată uniform cu 5 apeirogoane colorate în jurul fiecărui vârf și diagrama Coxeter: , cu excepția ramurilor ultraparalele de pe diagonale.

## Poliedre și pavări înrudite
Această pavare este legată topologic ca parte a secvenței de poliedre regulate și pavări cu cinci fețe pe vârf, pornind de la icosaedru, cu simbolul Schläfli {n,5} și diagrama Coxeter , cu n mergând până la infinit.
| Pavări regulate cu simetria *n52: {5,n} | Pavări regulate cu simetria *n52: {5,n} | Pavări regulate cu simetria *n52: {5,n} | Pavări regulate cu simetria *n52: {5,n} | Pavări regulate cu simetria *n52: {5,n} | Pavări regulate cu simetria *n52: {5,n} | Pavări regulate cu simetria *n52: {5,n} | Pavări regulate cu simetria *n52: {5,n} | Pavări regulate cu simetria *n52: {5,n} |
| Sferice                                 | Sferice                                 | Hiperbolice                             | Hiperbolice                             | Hiperbolice                             | Hiperbolice                             | Hiperbolice                             | Hiperbolice                             | Hiperbolice                             |
| --------------------------------------- | --------------------------------------- | --------------------------------------- | --------------------------------------- | --------------------------------------- | --------------------------------------- | --------------------------------------- | --------------------------------------- | --------------------------------------- |
| · {2,5} ·                               | · {3,5} ·                               | · {4,5} ·                               | · {5,5} ·                               | · {6,5} ·                               | · {7,5} ·                               | · {8,5} ·                               | ...                                     | · {∞,5} ·                               |

| Pavări uniforme paracompacte din familia [∞,5] | Pavări uniforme paracompacte din familia [∞,5] | Pavări uniforme paracompacte din familia [∞,5] | Pavări uniforme paracompacte din familia [∞,5] | Pavări uniforme paracompacte din familia [∞,5] | Pavări uniforme paracompacte din familia [∞,5] | Pavări uniforme paracompacte din familia [∞,5] | Pavări uniforme paracompacte din familia [∞,5] | Pavări uniforme paracompacte din familia [∞,5] | Pavări uniforme paracompacte din familia [∞,5] | Pavări uniforme paracompacte din familia [∞,5] |
| Simetrie: [∞,5], (*∞52)                        | Simetrie: [∞,5], (*∞52)                        | Simetrie: [∞,5], (*∞52)                        | Simetrie: [∞,5], (*∞52)                        | Simetrie: [∞,5], (*∞52)                        | Simetrie: [∞,5], (*∞52)                        | Simetrie: [∞,5], (*∞52)                        | [∞,5]+ (∞52)                                   | [1+,∞,5] (*∞55)                                | [1+,∞,5] (*∞55)                                | [∞,5+] (5*∞)                                   |
| ---------------------------------------------- | ---------------------------------------------- | ---------------------------------------------- | ---------------------------------------------- | ---------------------------------------------- | ---------------------------------------------- | ---------------------------------------------- | ---------------------------------------------- | ---------------------------------------------- | ---------------------------------------------- | ---------------------------------------------- |
|                                                |                                                |                                                |                                                |                                                |                                                |                                                |                                                |                                                |                                                |                                                |
|                                                |                                                |                                                |                                                |                                                |                                                |                                                |                                                |                                                |                                                |                                                |
| {∞,5}                                          | t{∞,5}                                         | r{∞,5}                                         | 2t{∞,5}=t{5,∞}                                 | 2r{∞,5}={5,∞}                                  | rr{∞,5}                                        | tr{∞,5}                                        | sr{∞,5}                                        | h{∞,5}                                         | h2{∞,5}                                        | s{5,∞}                                         |
| Duale uniforme                                 |                                                |                                                |                                                |                                                |                                                |                                                |                                                |                                                |                                                |                                                |
|                                                |                                                |                                                |                                                |                                                |                                                |                                                |                                                |                                                |                                                |                                                |
|                                                |                                                |                                                |                                                |                                                |                                                |                                                |                                                |                                                |                                                |                                                |
| V∞5                                            | V5.∞.∞                                         | V5.∞.5.∞                                       | V∞.10.10                                       | V5∞                                            | V4.5.4.∞                                       | V4.10.∞                                        | V3.3.5.3.∞                                     |                                                | V(∞.5)5                                        | V3.5.3.5.3.∞                                   |